# 텐센트 비디오
텐센트 비디오(중국어 간체자: 腾讯视频, 병음: téngxùnshìpín, 영어: Tencent Video), 또는 We TV는 중국의 동영상 사이트이다.